# 車大路

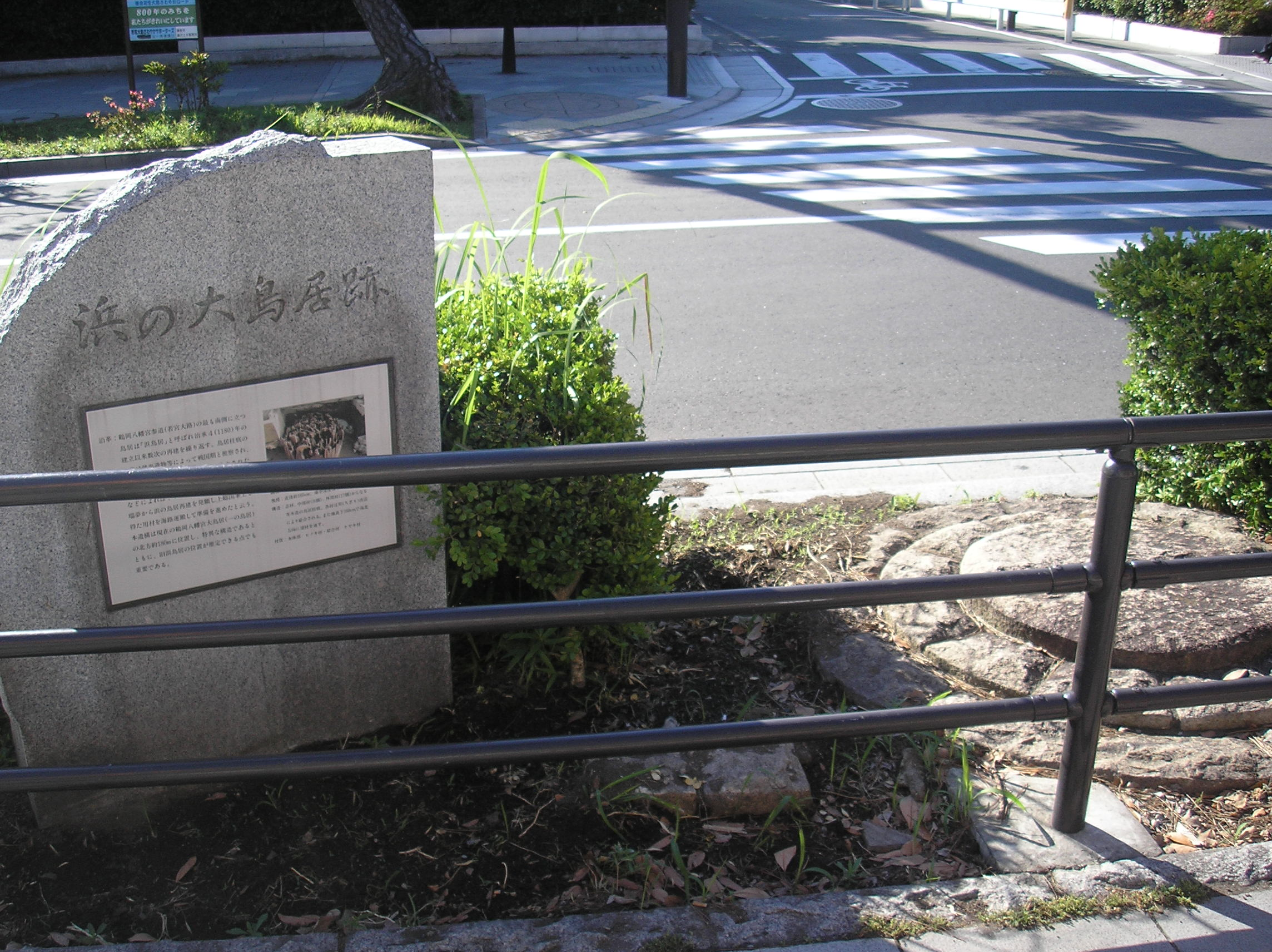
浜の大鳥居跡、右下（および若宮大路向い側）の円形の石敷は柱根発掘地、上方は閻魔橋方向への車大路

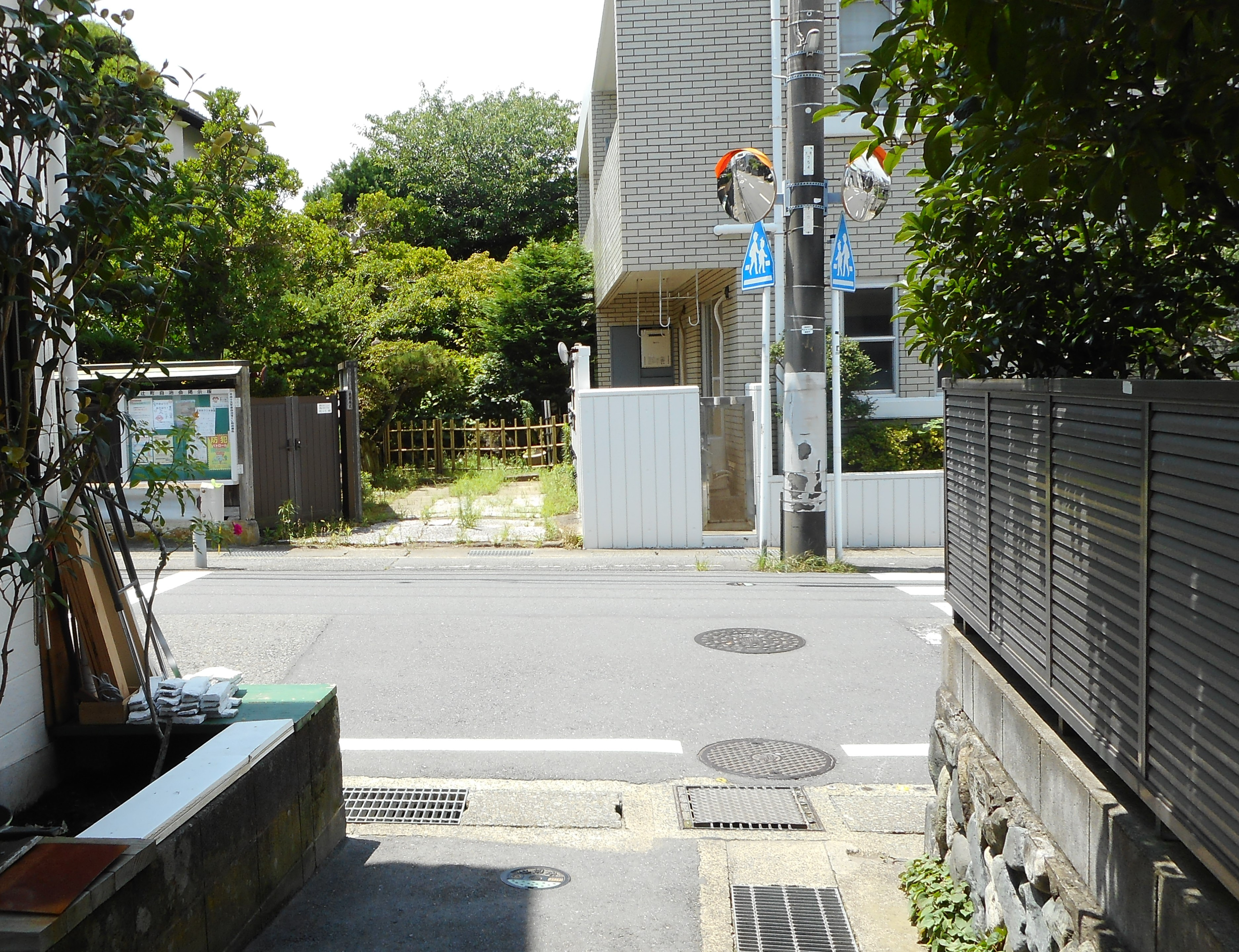
車大路と小町大路の「辻」跡。車大路は、辻町自治会掲示板右奥の植え込みの先の横須賀線により一部廃道となっており、現況は辻（十字路）ではなくT字路。

車大路（くるまおおじ）は、鎌倉幕府による都市計画の中核をなす「六大路」の一つで、吾妻鏡にもその名が記されている。大町大路と並行し、同じく、極楽寺切通し、大仏切通しから長谷を経て、今大路、若宮大路、小町大路を横断し、名越切通しに向かっていた。今大路との四つ角にあたる「六地蔵」前で、大町大路と別れ、その南（海岸）よりを並行した後、安国論寺門前の近くで、再び大町大路と合流していたものと考えられる。

## 旧跡
若宮大路との四つ角北側の東西両サイドの歩道で、近年の道路工事の際に室町時代の鶴岡八幡宮「一の鳥居」（浜の大鳥居）と推定される木造柱根が発掘されている。現在も残る江戸前期の石造「一の鳥居」より約200メートル北（山）側になるが、ここを「車大路」が通っていた傍証とされる。

## 現状

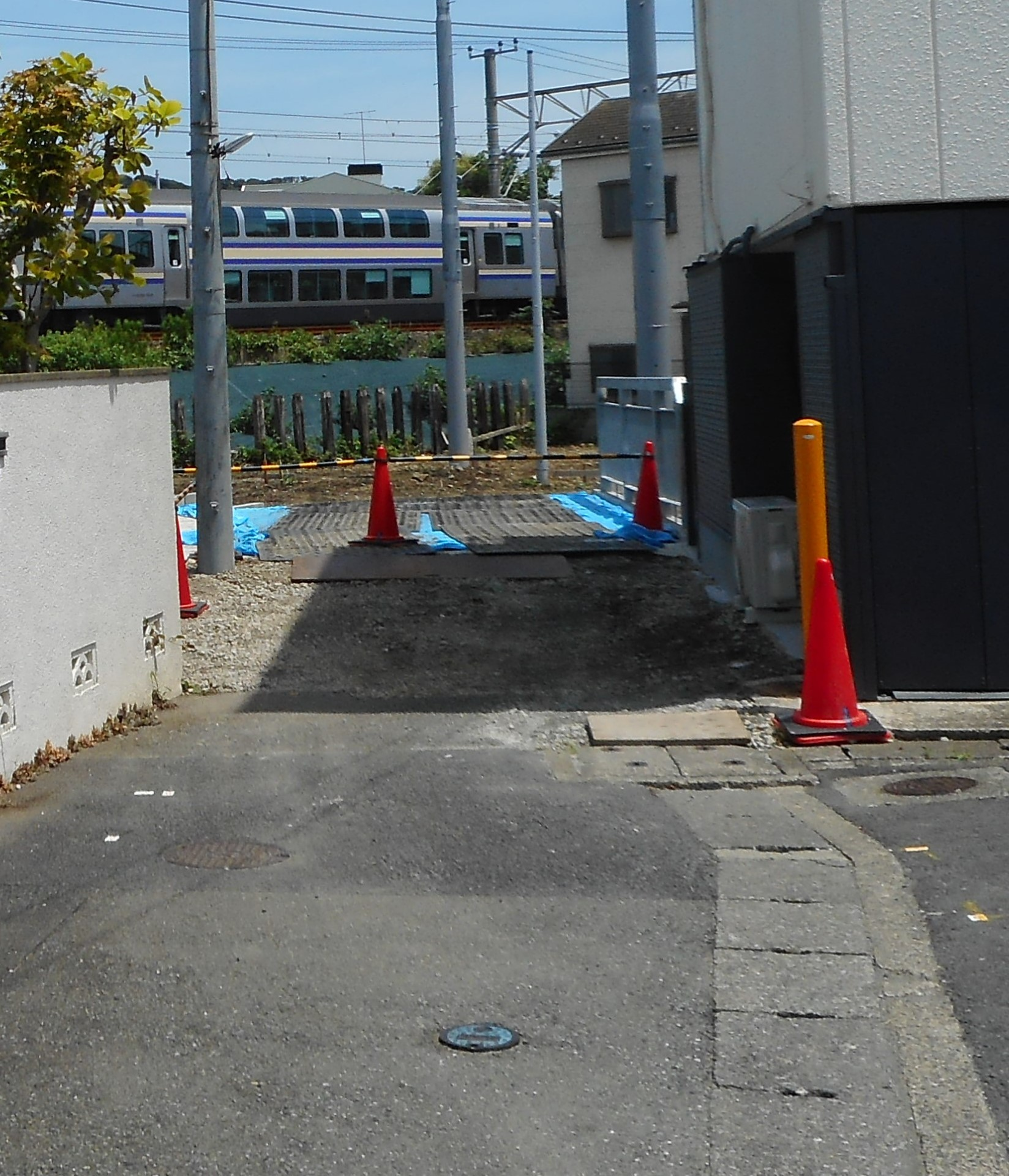
車大路跡。閻魔橋先の横須賀線による遮断・廃道部分（線路の前方約100ｍ先が、上記「辻」）。線路手前の工事中の架橋の下を流れるのは逆川。

現在の道路は、六地蔵辺りからほぼ一直線に、鎌倉市立第一小学校正門前、若宮大路の旧「一の鳥居」柱根発掘地跡（今小路からここまでを現在では「琵琶小路」と呼称）の南側で若宮大路を横切り、鎌倉女学院の先で滑川に架かる閻魔橋を渡って約100メートル先の逆川辺りで中絶、廃道となっている。後世の横須賀線工事によるものと思われる。なお、小町大路の魚町橋と三浦道踏切のほぼ中間点にある横断歩道から、名越方面に抜ける辻子（大町二丁目本興寺北側の道）が残されているが、これも車大路の名残と考えられる。現在の地図上で見ても、中絶区間を跨いで両者はほぼ一直線上に並んでいる。
この辺りの旧町名（大町の逆川橋から材木座の「元八幡」辺りまで）を「辻町」という。これは、「車大路」と「小町大路」の辻があったためであり、今も付近に残る「辻の本興寺」、「辻の薬師堂」、「辻町自治会」（現在の住居表示では大町2丁目4・5・6辺り）等の名称に、往時が偲ばれる。なお、日蓮のいわゆる「辻説法」も、この辺りで行われたものと考えられ、本興寺門前に辻説法跡の記念碑が建てられている（このほか、小町2丁目にも同碑がある）。

### 車大路沿いの主な社寺
- 本興寺-日蓮宗。山号は法華山、開山は天目上人。日蓮が辻説法を行った地域にあり、「辻の本興寺」と呼ばれている。
- 辻の薬師堂。元々、医王山長善寺という浄土宗の寺の堂であったが、江戸末期の火災で寺が焼失し、堂だけが残った。本興寺の正面に位置する。
- 元八幡-鶴岡八幡宮の旧地。源頼義が石清水八幡宮を勧請して建立した。

- 長勝寺 - 日蓮宗。山号は石井山、開山は日蓮。高村光雲作の日蓮の銅像がある。
- 安国論寺 - 日蓮宗。山号は妙法華経山、開山は日蓮。境内の岩窟は日蓮が『立正安国論』を執筆したところという。